# Amparo Bella
Amparo Bella Rando (Fuentes Claras, Teruel, 24 de marzo de 1961) es una historiadora, activista feminista y política española. Desde junio de 2015 hasta junio de 2019 fue diputada autonómica por Podemos en las Cortes de Aragón. Actualmente es concejal en el Ayuntamiento de Zaragoza.

## Biografía
Amparo Bella se licenció en Filosofía y Letras, rama de Geografía e Historia en la Facultad de Filosofía y Letras de la Universidad de Zaragoza en 1985.  Máster en Estudios de las Mujeres por la Universidad de Barcelona  en 1998. Trabajo como Técnica sociocultural en el Ayuntamiento de Zaragoza: Acción Social (1988-1996) y Juventud (1996-2011).
Desde muy joven estuvo vinculada al movimiento feminista y la historia de las mujeres.  Ha centrado sus investigaciones y publicaciones en la historia de las mujeres y los feminismos de la transición española a la democracia. 
En 1983, fue cofundadora del Colectivo Universitario Lisístrata|Colectivo Feminista Lisístrata en la Universidad de Zaragoza en el que trabajo activamente.
En 1988, puso en marcha y trabajó como Educadora Social en el primer grupo de trabajo en la Casa de Acogida a mujeres maltratadas en Zaragoza.
En 1992, fue cofundadora de Mujeres de Negro en Zaragoza. 
Desde 1994, forma parte del SIEM (Seminario Interdisciplinar de Estudios de la Mujer) de la Universidad de Zaragoza; en 1998 impulsó la creación dentro de este Seminario de la Muestra Internacional de Cine realizado por Mujeres de Zaragoza. 
En 2001, realizó una estancia impartiendo formación en Aracaju-Sergipe (Brasil) en el Programa de Cooperación Interuniversitaria estudiantes-E-Al 2001, en el programa “A mulher nos movimientos sociais”, Facultad de Ciencias Sociales y Aplicadas, Universidad Federal de Sergipe (1 de septiembre a 31 de octubre de 2001)  y en 2002 en Managua (Nicaragua). Curso “Movimiento de mujeres, Movimiento feminista” En el Posgrado Genero y Desarrollo, Universidad Centroamericana - UCA, 4 al 15 de marzo de 2002. 
Pertenece a la Liga Internacional de Mujeres por la Paz y la Libertad (WILPF) desde la creación de la sección española en 2011. 
De 2011 a 2012, fue Secretaria de la Junta de personal del Ayuntamiento de Zaragoza y de 2011 a 2015 desarrolló tareas sindicales, como delegada electa en un sindicato asambleario y libertario.
En marzo de 2015, formó parte de la lista Juntas y juntos por Aragón encabezada por Pablo Echenique, Secretario General de Podemos Aragón, que concurrió en primarias para las elecciones autonómicas celebradas el 24 de mayo en Aragón. Ocupó el puesto número 7 en la lista por Zaragoza de Podemos Aragón y fue elegida diputada en las Cortes de Aragón.
En octubre de 2015, mientras participaba en la Euromarcha en Bruselas para frenar la aplicación del TTIP (Acuerdo Transatlántico para el Comercio y la Inversión) fue retenida durante unas horas por la policía junto a otros dos diputados y un grupo de treinta españoles.
En 2016, se generó una polémica, por criticar las palabras del delegado del Gobierno de Aragón; Gustavo Alcalde. Cuando éste, culpabilizó a una víctima de violencia de género que fue asesinada, Bella lo comparó con el asesinato del concejal del PP asesinado por ETA, Miguel Ángel Blanco: "Permítame que sea malvada y, pensando en el PP, podríamos haber hecho el mismo comentario hablando del señor Blanco que fue asesinado, tendría que haber mirado hacia atrás a ver si le iban a raptar".

## Publicaciones
- Coeditora de Zaragoza Rebelde (2009), libro que cuenta la historia de los movimientos sociales y las fuerzas antagonistas que han latido en esta ciudad desde 1975 al año 2000, y lo hace a través de los textos y de las imágenes de quienes lo vivieron.[5]
- "Frida Kahlo por los caminos de Pekín", Revista En pie de paz, N.º 38-39, 1995, págs. 70-72.
- "Mujeres de la Ex-Yugoslavia: Expulsar la guerra de la Historia", Revista En Pie de Paz, 3.ª Época, N.º 30, otoño de 1993, pp. 7-16. (Dossier elaborado con Marian Royo Montse Reclusa y Maruxa Paz tras haber participado en el II Encuentro Internacional "Red solidaria de mujeres contra la guerra", en Voivodina, agosto de 1993, Ex-Yugoslavia).[6]
- "Feminismo e Historia: Apuntes retrospectivos sobre un seminario", en AFEDPM-Librería de Mujeres, La caligrafía invisible. Seminarios en la Librería de Mujeres, Zaragoza, 1994.
- "La ADMA, la AAM y las radicales del color morado. Organizaciones de mujeres en Zaragoza en los primeros años de la transición" en Anna Aguado ed., Mujeres, regulación de conflictos sociales y cultura de la paz, Universidad de Valencia, 1999.
- "Ordenes y desordenes en el feminismo zaragozano. Una retrospectiva" en Duoda n.º 17, Universidad de Barcelona, 1999.
- “La lucha por la amnistía y el Movimiento Democrático de Mujeres en Zaragoza (1960-1976), (Comunicación presentada en el II Congreso de historia local de Aragón, Daroca 5-6 de julio de 2001). En Ignacio Peiró, Pedro Rújula (coords.), En construcción. Historia local contemporánea, Centro de Estudios Darocenses, Institución Fernando el Católico, Daroca 2003.
- "Feministas en el tardofranquismo y la transición (1965-1985): el caso de Aragón", Feminismos: contribuciones desde la historia, coord. por Ángela Cenarro Lagunas, Régine Illion, 2014, págs. 239-266.
- "Pensamiento de bruja para principiantes", Feminismos lesbianos y queer: representación, visibilidad y políticas, coord. por Beatriz Suárez Briones, 2014, p. 61-70.

## Documentales
- Tránsitos Feministas (2009).[7]
- Bajo el mismo techo (2012).[8]
- Aragonesas en el tren de la Libertad y Rostros de la dignidad (2014).